# Irina Müller
Irina Müller (* 10. Oktober 1951 in Leipzig, nach Heirat Irina Weiße) ist eine ehemalige Ruderin aus der Deutschen Demokratischen Republik. 1976 gewann sie mit dem Achter die olympische Goldmedaille.

## Leben und Karriere
Müller war 1971 DDR-Meisterin im Zweier, bei den Europameisterschaften 1971 in Kopenhagen gewann sie die Bronzemedaille im Vierer mit Steuerfrau. 1973 belegte sie bei den Europameisterschaften in Moskau mit dem DDR-Achter den zweiten Platz hinter dem Boot aus der Sowjetunion. Im Jahr darauf gewann der Achter aus der DDR den Weltmeistertitel in der Besetzung Doris Mosig, Gunhild Blanke, Irina Müller, Brigitte Ahrenholz, Bianka Schwede, Ilona Richter, Henrietta Dobler, Helma Lehmann und Steuerfrau Sabine Brincker. Damit hatte der DDR-Achter den ersten Weltmeistertitel überhaupt gewonnen. 1975 gewann der DDR-Achter auch den zweiten Weltmeistertitel, allerdings war Irina Müller nicht dabei. Zusammen mit Henrietta Dobler, Dagmar Bauer, Helma Lehmann und Sabine Brincker gewann sie bei den Ruder-Weltmeisterschaften 1975 in Nottingham den Titel im Vierer mit Steuerfrau. Bei der olympischen Premiere im Frauenrudern 1976 in Montreal saß Irina Müller wieder im Achter. In der Besetzung Viola Goretzki, Christiane Knetsch, Ilona Richter, Brigitte Ahrenholz, Monika Kallies, Henrietta Ebert, Helma Lehmann, Irina Müller und Steuerfrau Marina Wilke gewann der DDR-Achter auch die erste olympische Goldmedaille im Achter. 1974 und 1976 wurde sie mit dem Vaterländischen Verdienstorden ausgezeichnet.
Sie trat für den SC Dynamo Berlin an.
Die Diplomjuristin ist bis heute (Stand: April 2011) trotz Verdacht auf IM-Tätigkeit als Vorsitzende Richterin der 8. Kammer am Sozialgericht Neuruppin tätig. Nach den Unterlagen der Stasi-Aufklärungsbehörde soll sie als inoffizielle Mitarbeiterin für die Abteilung XX des Ministeriums der Staatssicherheit gearbeitet haben. Als IM Ines soll sie auch eine Verpflichtungserklärung unterschrieben haben.